# Loncin Spitzer
Loncin SBR 125 Spitzer je motocykl vyráběný čínskou firmou Loncin Holdings Co., Ltd. Je to sportovní typ motocyklu, který se prodává od roku 2010. Jedná se o zatím nejlevnější motocyklovou novinku na trhu, co se týče kapotovaných stopětadvacítek. Poté, co se značka Loncin zapsala i v seriálu mistrovství světa Grand Prix do 125 cm³, se tato značka dostává na trh jako značka konkurence schopná značkám známějším, jako například Honda, Suzuki, Aprilia, Derbi a další. Obzvláště Loncin SBR 125 Spitzer tuto značku nyní proslavuje a to nejen díky nízké pořizovací ceně, ale i výborným vlastnostem motocyklu. Svým vzhledem, ale i při jízdě připomíná Hondu CBR125R. Díky zdvihovému objemu 124 cm³ se tento motocykl může řídit už od 16 let, takže je populární hlavně u mladých lidí. Motor je čtyřdobý, vzduchem chlazený jednoválec s obsahem 124 cm³ a výkonem 7,7 kW. Mezi výhody patří i měkčí podvozek, který je velmi podobný jako na již zmíněné Hondě CBR125R. Stroj je potom lépe ovladatelný a lépe pochopitelný i pro začátečníky, protože tento podvozek umožňuje stroj ovládat v zatáčkách celým tělem. Toto řízení je mnohem výhodnější pro české silnice.

## Technické parametry
- Motor[4]
  - čtyřdobý, vzduchem chlazený jednoválec
  - zdvihový objem - 124 cm³
  - kroutivý moment - 9,4 Nm při 5500 ot/min
- Výkon 7,7 kW
- Emise Obsah CO (g/km): 1,184
- Spojka manuální
- Startér elektrický
- Rozměry 1 970 × 700 × 1 080 mm
- Výška sedla řidiče 780 mm
- Max. rychlost 85 km/h (informace podle výrobce, při omezení)

## Barevné provedení
Loncin SBR 125 Spitzer je dostupný ve třech základních barvách: bílá, černá, červená.